# Acid-house
L'Àcid-house és un subgènere de la música house que va néixer als anys 80. Es caracteritza per la repetició d'un mateix fragment melòdic o de veu per sobre la cançó principal, igual que passa amb el progressive, però amb una base de tonalitats de house. Està associat a la cultura acid, l'emblema de la qual és l'smiley, l'emoticona somrient, ja que la seva música propugnava un hedonisme nocturn despreocupat. El nom d'aquesta música i cultura és d'origen controvertit, pot estar lligat a les drogues de síntesi o bé a la descripció que alguns crítics feren del sintetitzador Roland TB-303, protagonista d'aquest estil.
Alguns DJ i grups notables d'Acid House són:
- DJ Pierre
- Laurent Garnier
- 808 State
- Aphex Twin
- The KLF
- Todd Terry
- M/A/R/R/S